# Bilhères
Bilhères ist eine französische Gemeinde mit 155 Einwohnern (Stand 1. Januar 2022) im Département Pyrénées-Atlantiques in der Region Nouvelle-Aquitaine (vor 2016: Aquitanien). Die Gemeinde gehört zum Arrondissement Oloron-Sainte-Marie und zum Kanton Oloron-Sainte-Marie-2 (bis 2015: Kanton Arudy).
Die Bewohner werden Bilhérois oder Bilhéroises genannt. Der Name in der gascognischen Sprache lautet Vilhèras d’Aussau.

## Geographie
Bilhères liegt ca. 30 km südöstlich von Oloron-Sainte-Marie oberhalb des Vallée d’Ossau im Béarn.
Die höchste Erhebung ist der Pic de l’Ourlène (1817 m) an der südwestlichen Grenze des Gemeindegebiets.
Umgeben wird der Ort von den Nachbargemeinden:
| Oloron-Sainte-Marie | Arudy                                       | Izeste |
| Escot               | Kompassrose, die auf Nachbargemeinden zeigt | Bielle |
| Sarrance            | Bielle                                      |        |

Bilhères liegt im Einzugsgebiet des Flusses Adour. Der Barescou, ein Zufluss des Gave d’Aspe fließt im westlichen Teil des Gemeindegebiets.
Ferner strömen folgende Zuflüsse des Gave d’Ossau durch die Kommune:
- der Ruisseau Arrioubeigt mit seinem Nebenflüssen
  - Ruisseau Caou Sèque und
  - Ruisseau le Serres sowie
- der Arriou Mage.

Außerdem fließt der Arriou Tort mit seinen Zuflüssen Ruisseau de la Técouère und Arrec d’Ezau durch den südlichen Teil des Gemeindegebiets.

## Geschichte
Vor der gallo-römischen Zeit gab es bereits eine Besiedelung des Landstrichs, was sich aus den Megalithen schließen lässt, die auf den Beginn der Eisenzeit datiert werden.
Bilhères wird 1154 im Kopialbuch von Barcelona unter dem Namen Bileles erwähnt. Weitere Toponyme waren in der Folge Billere (1286, Urkunden des Archidiakonats von Ossau), Vilheres d’Ossau (1535) und Bilheras (1595), Saint-Joan de Bilhères (1618, Eingliederung in das Bistum Oloron). Auf der Karte von Cassini 1750 ist die Gemeinde als Billeres eingezeichnet, während der Französischen Revolution 1793 ebenfalls als Billeres geführt, während des Französischen Konsulats acht Jahre später als Bilhères.
In der Volkszählung von 1385 wurden 56 Haushalte gezählt und vermerkt, dass das Dorf in der Bailliage des Archidiakonats von Ossau liegt. Die relative große Zahl zeigt eine wachsende Bedeutung der Gemeinde im Mittelalter.

### Einwohnerentwicklung
Nach dem Höchstständen von fast 500 Einwohnern in der Mitte des 19. Jahrhunderts ist die Zahl bis zur Jahrtausendwende auf rund ein Drittel des gezählten Maximalwerts zurückgegangen und hat sich seitdem stabilisiert. Insbesondere ging die Bevölkerung allein zwischen 1946 und 1954 um mehr als 37 % zurück.
| Jahr      | 1962 | 1968 | 1975 | 1982 | 1990 | 1999 | 2006 | 2009 | 2022 |
| --------- | ---- | ---- | ---- | ---- | ---- | ---- | ---- | ---- | ---- |
| Einwohner | 219  | 172  | 157  | 164  | 153  | 158  | 151  | 158  | 155  |

## Sehenswürdigkeiten

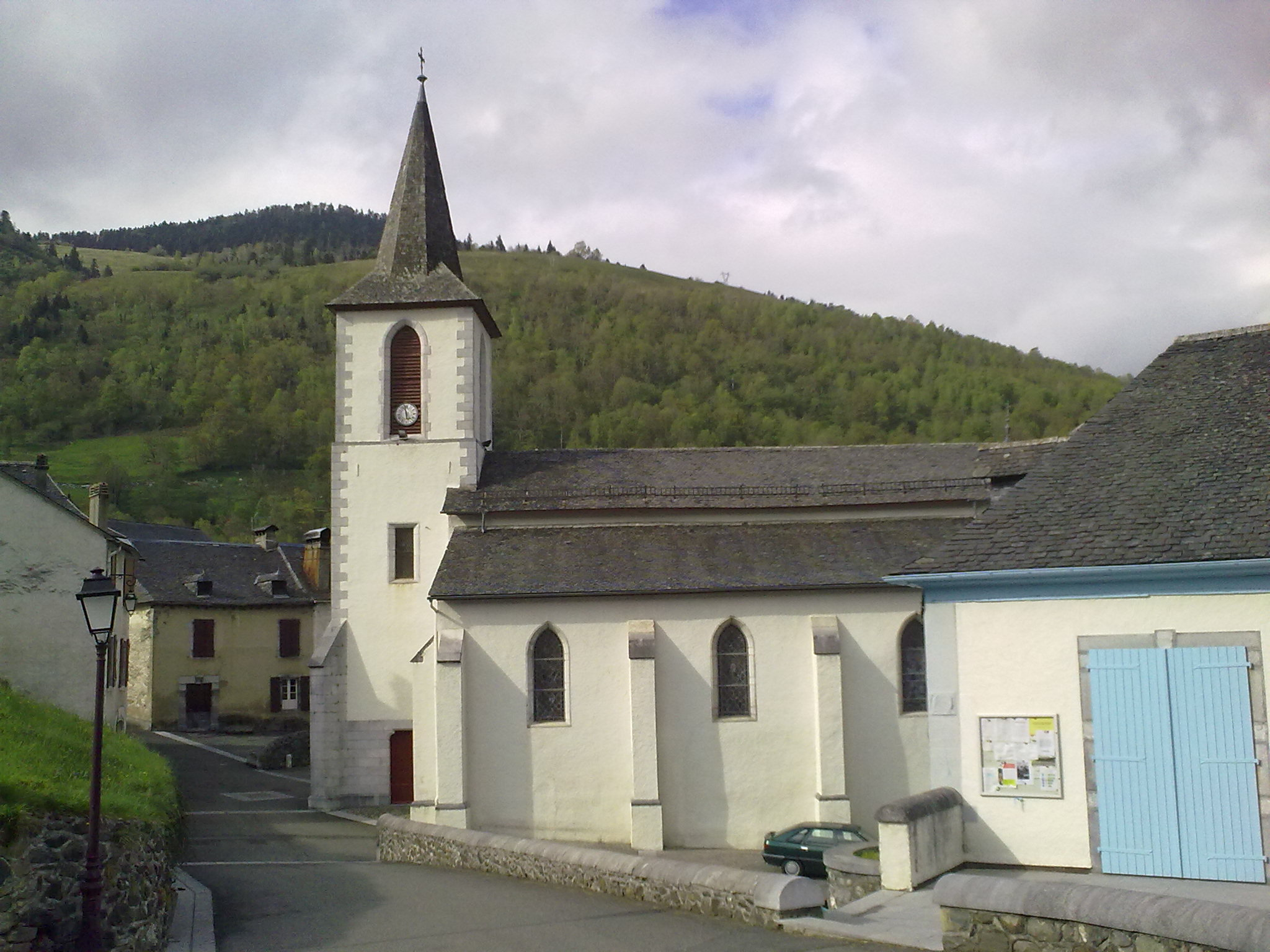
Kirche Saint-Jean-Baptiste

- Kirche, gewidmet Johannes dem Täufer. 1892 erhielt der Architekt des Départements, Gustave Lévy, den Auftrag, die bestehende Kirche zu vergrößern. Das Resultat des Bauvorhabens war ein fast vollständiger Neubau im Jahre 1869. Das heutige Langhaus ist dreischiffig, durch Spitzarkaden getrennt, mit vier Jochen und einem Kirchturm über dem Eingang. Die Glasfenster sind das Werk aus dem Jahre 1864 der Glasmalerei Mauméjean aus Biarritz, die Malereien das Werk des Künstlers Paul Poublan aus dem Jahre 1867.[10]
- Kapelle von Houndaas. Der Weg zur Hochebene von Bénou führt an dieser Kapelle vorbei, die zu Beginn des 20. Jahrhunderts als Ersatz für das ursprüngliche, gegen Ende des 17. Jahrhunderts erschaffene Bauwerk errichtet wurde. Sie soll an die Überwindung einer Rind- oder Schafepidemie gedenken.[11]
- Cromlechs. An mehreren Stellen im Gemeindegebiet befinden sich Kreise von Menhiren aus der beginnenden Eisenzeit. In einem der Cromlechs sind Spuren von Kohle aus der Späten Eisenzeit entdeckt.[12]

## Wirtschaft und Infrastruktur

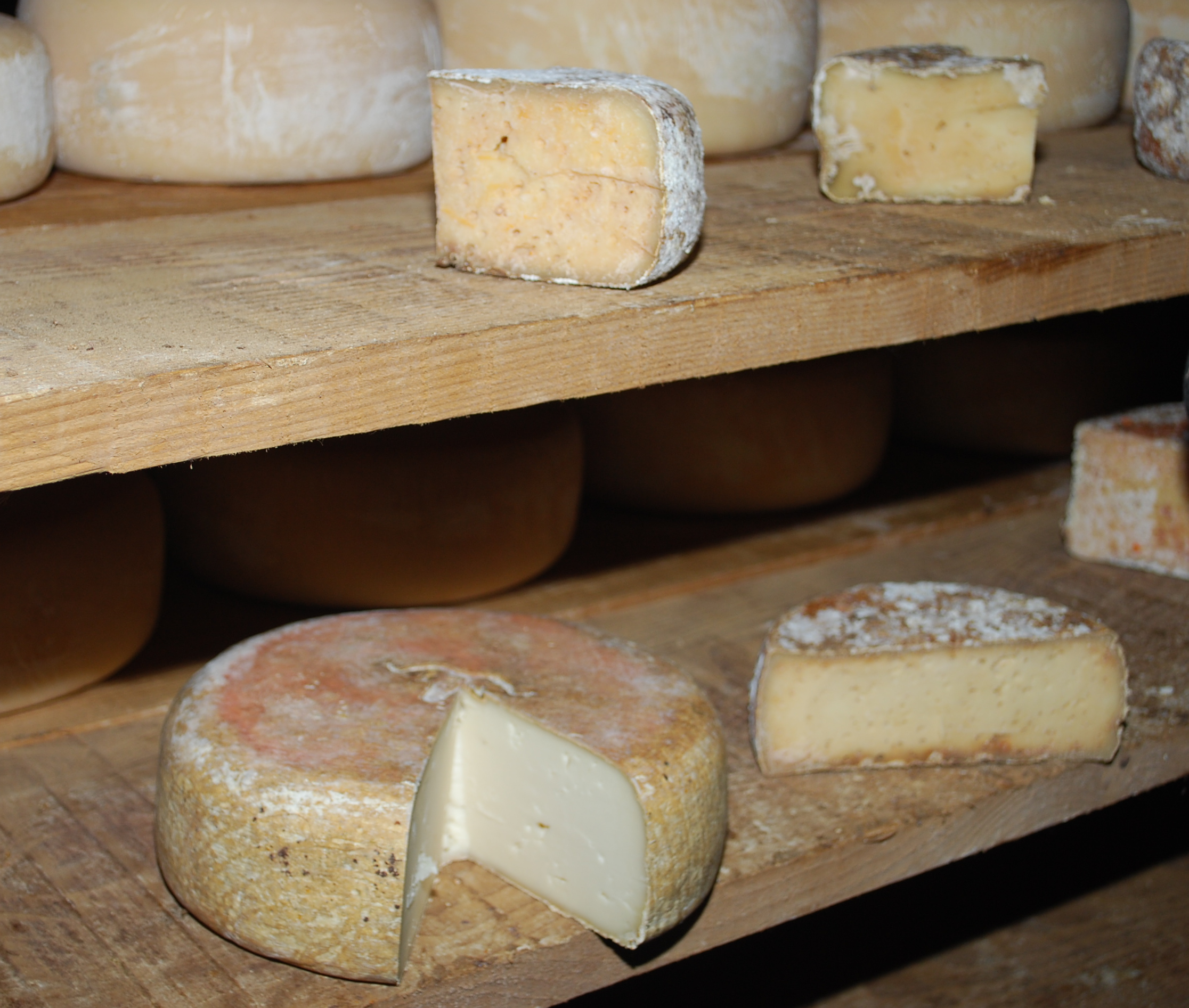
Ossau-Iraty

Bilhères liegt in der Zone AOC des Ossau-Iraty, ein traditionell hergestellter Schnittkäse aus Schafmilch.

### Sport

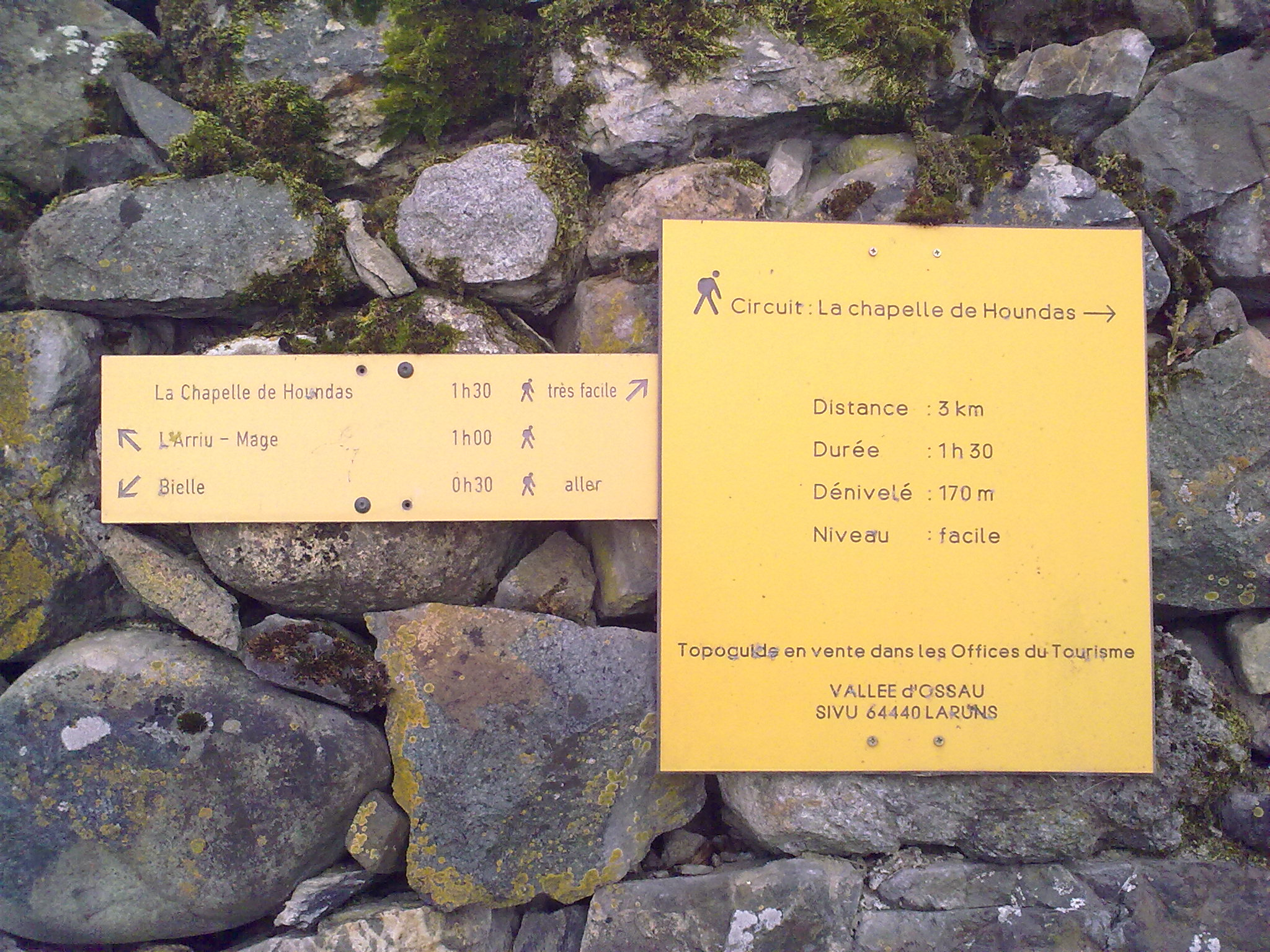
Wanderwege bei Bilhères

Der Col de Marie-Blanque (1035 m) ist eine Passhöhe zwischen dem Vallée d’Aspe und dem Vallée d’Ossau auf dem Gebiet der Gemeinde. Er wurde seit 1978 bisher dreizehnmal in die Tour de France mit einbezogen.
Die ausgedehnte Gebirgslandschaft ist mit Wanderwegen durchzogen. Bilhères ist Etappenort der Tour de la Vallée d’Ossau, ein Rundwanderweg in sieben Etappen von insgesamt mehr als 100 km Länge.

### Bildung
Bilhères verfügt über eine öffentliche Grundschule mit 24 Schülerinnen und Schülern im Schuljahr 2016/2017.

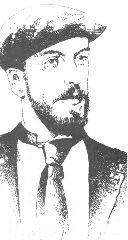
Paul-Jean Toulet

### Verkehr
Bilhères wird durchquert von der Route départementale 294.

## Persönlichkeiten
- Paul-Jean Toulet, geboren am 5. Juni 1867 in Pau, gestorben am 6. September 1920 in Guéthary, Schriftsteller und Dichter. Er hat den Contrerime herausgebildet und gab der lyrischen Form ihren Namen. Paul-Jean Toulet verbrachte seine Kindheit bei seinem Onkel in Bilhères.

- Joseph Paroix, Schäfer und Schriftsteller, lebte in Bilhères. Eines seiner Werke ist Berger dans les nuages (Schäfer in den Wolken).

- Guy Sénac de Monsembernard, Historiker, geboren am 15. August 1925 in Bilhères, gestorben am 23. Februar 2009.